# سد فراتل
سد فراتل (به پرتغالی: Barragem de Fratel) یک سد وزنی و نیروگاه برقابی در پرتغال است که در ناحیه پورتالگر واقع شده‌است.